# The Final Riot!
| Đánh giá chuyên môn | Đánh giá chuyên môn |
| Nguồn đánh giá      | Nguồn đánh giá      |
| Nguồn               | Đánh giá            |
| ------------------- | ------------------- |
| AbsolutePunk.net    | (85%) link          |
| Allmusic            | [ 1 ]               |

The Final Riot! là album trực tiếp thứ hai của ban nhạc rock người Mỹ Paramore. Album được phát hành vào ngày 25 tháng 11 năm 2008 với một DVD đính kèm bao gồm bản đầy đủ của buổi biểu diễn và các cảnh hậu trường khác.
DVD được quay vào ngày 12 tháng 8 năm 2008 tại nhà hát Congress Theater ở Chicago, là một phần của chuyến lưu diễn mùa hè The Final Riot! Summer Tour của ban nhạc. DVD này cũng bao gồm một bộ phim tài liệu có tên "40 Days of Riot!", với nội dung về ban nhạc khi họ đang đi lưu diễn. The Final Riot! được phát hành dưới hai định dạng: phiên bản tiêu chuẩn, và phiên bản đặc biệt giới hạn có chứa một sách ảnh 36 trang màu về chuyến lưu diễn, cùng với một bộ phim tài liệu khác có tên "40 MORE Days of Riot!". Đây cũng là album đầu tiên có sự có mặt của tay guitar Taylor York.

## Danh sách bài hát
Tất cả các ca khúc được viết bởi Hayley Williams, Josh Farro và Taylor York.
| STT | Nhan đề                                                                     | Thời lượng |
| --- | --------------------------------------------------------------------------- | ---------- |
| 1.  | "Born for This"                                                             | 5:46       |
| 2.  | "That's What You Get"                                                       | 3:34       |
| 3.  | "Here We Go Again"                                                          | 4:10       |
| 4.  | "Fences"                                                                    | 3:31       |
| 5.  | "Crushcrushcrush"                                                           | 3:15       |
| 6.  | "Let the Flames Begin"                                                      | 5:38       |
| 7.  | "When It Rains"                                                             | 4:04       |
| 8.  | "My Heart"                                                                  | 5:31       |
| 9.  | "Decoy"                                                                     | 3:14       |
| 10. | "Pressure"                                                                  | 3:02       |
| 11. | "For a Pessimist, I'm Pretty Optimistic"                                    | 4:27       |
| 12. | "We Are Broken"                                                             | 5:25       |
| 13. | "Emergency"                                                                 | 5:23       |
| 14. | "Hallelujah" (bao gồm trích đoạn từ bài hát "Hallelujah" của Leonard Cohen) | 4:57       |
| 15. | "Misery Business"                                                           | 4:40       |

## Tham gia thực hiện
- Hayley Williams – hát chính, bàn phím
- Josh Farro – guitar trưởng, hát bè, guitar bass ở bài "We Are Broken"
- Jeremy Davis – guitar bass, trống ở bài "We Are Broken"
- Zac Farro – trống, bộ gõ
- Taylor York – guitar nhạc điệu, đàn chuông ở bài "We Are Broken"

## Lịch sử phát hành
| Quốc gia | Ngày                 |
| -------- | -------------------- |
| Anh      | 24 tháng 11 năm 2008 |
| Mỹ       | 25 tháng 11 năm 2008 |
| Úc       | 29 tháng 11 năm 2008 |
| Brasil   | 6 tháng 12 năm 2008  |
| Colombia | 8 tháng 12 năm 2008  |

## Xếp hạng
| Năm  | Bảng xếp hạng                     | Vị trí cao nhất |
| ---- | --------------------------------- | --------------- |
| 2008 | Australian Albums Chart           | 38              |
| 2008 | U.S. Billboard 200                | 88              |
| 2008 | U.S. Billboard Rock Albums        | 22              |
| 2008 | U.S. Billboard Alternative Albums | 15              |
| 2009 | Finnish Albums Chart              | 31              |